# Endopterygota
De Endopterygota (of Holometabola) zijn gevleugelde insecten met een volledige gedaanteverwisseling. Ze vormen samen met de Exopterygota de onderklasse Pterygota van de klasse der Insecta (insecten). Endopterygota worden beschouwd als verder ontwikkeld dan Exopterygota. Door de volledige gedaanteverwisseling kunnen larven en de imagines eventueel gebruikmaken van geheel verschillende leefomgevingen zonder het belangrijke voordeel van het vliegen, om nieuwe leefomgevingen te kunnen bereiken en om snel een partner te vinden, helemaal op te hoeven geven.

## Algemene kenmerken
Bij de endopterygota ontstaan de vleugels tijdens het popstadium, en niet in een aantal fasen bij de vervellingen van de jonge exemplaren zoals bij de exopterygota. (De vlooien hebben geen vleugels maar verpoppen zich wel; men neemt aan dat ze afstammen van gevleugelde voorouders maar hun vleugels in de loop van de evolutie weer hebben verloren).